# Postojna

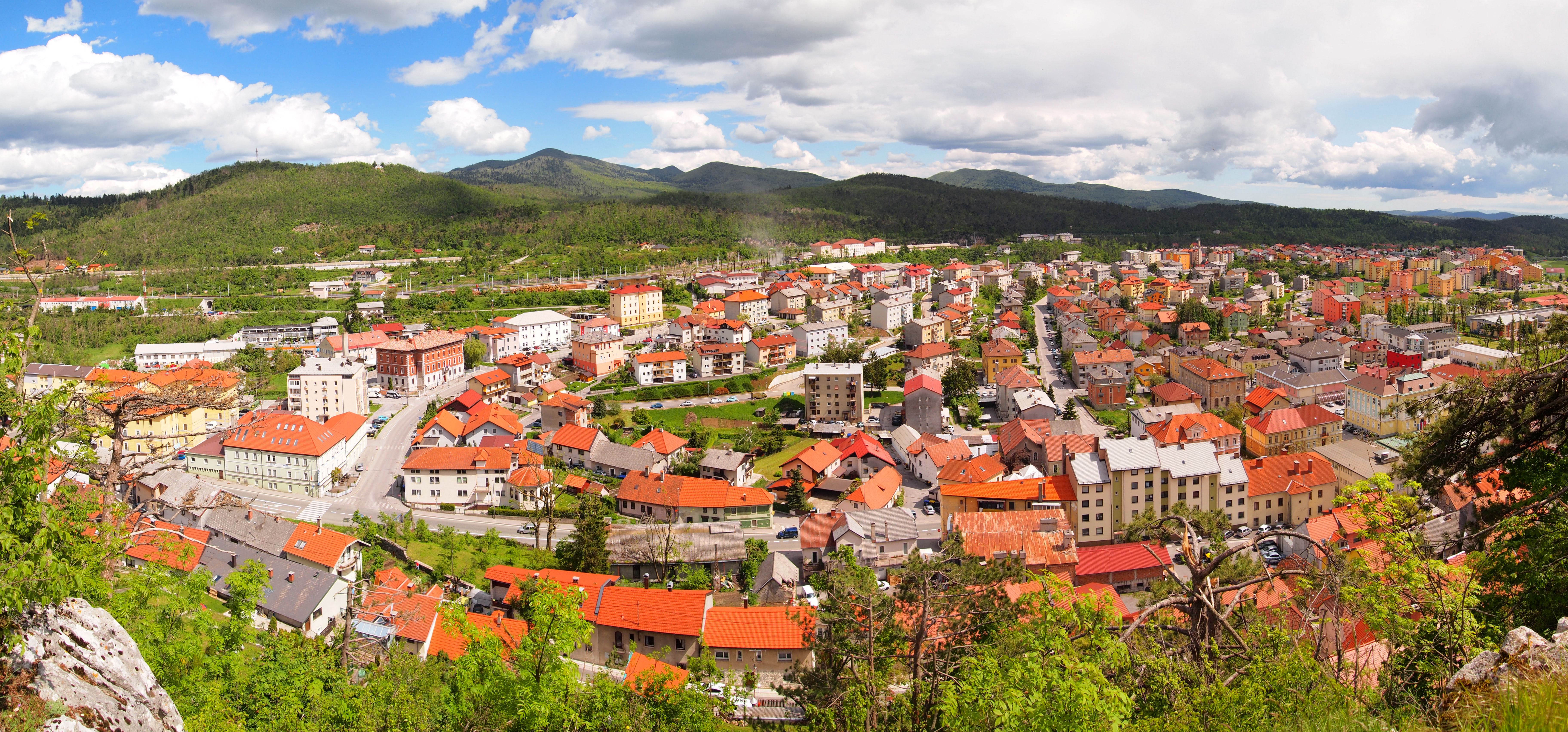
Blick auf Postojna

Die Stadt Postojna (deutsch Adelsberg, italienisch Postumia) ist eine Kleinstadt im Südwesten Sloweniens in der historischen Landschaft Innerkrain (heute Region Primorsko-notranjska). Sie ist Hauptort und Verwaltungszentrum der Gemeinde Postojna.

## Lage
Die Stadt liegt ungefähr 50 Kilometer südwestlich der Hauptstadt Ljubljana (Laibach) auf halbem Weg Richtung Adriaküste. Aufgrund seiner Lage ist Postojna eine Zwischenstation auf dem Weg in die weiter südlich gelegenen Urlaubsgebiete. Es liegt direkt an der Autobahn A1 (mit eigener Ausfahrt) und an der historischen Südbahn Wien–Triest bzw. Rijeka. Nahe bei Postojna liegt die Pforte von Postojna, ein Pass über die Dinarischen Alpen.
Infolge seiner Seehöhe hat Postojna ein etwas kühleres Klima als die Adriaküste.

## Geschichte
Bis 1918 war die Stadt Teil des Herzogtums Krain in Österreich-Ungarn. Sie lag an der 1857 fertiggestellten Eisenbahnverbindung Wien-Marburg-Laibach-Triest, mit der von Wien aus erstmals ein direkter Zugang der Donaumonarchie zur Adria hergestellt wurde. Die nahe Tropfsteinhöhle, die schon lange bekannt war, wurde ab 1820 durch die Entdeckung neuer Teile schnell ein Anziehungspunkt für Touristen.
Nach dem Ersten Weltkrieg wurde der westlichste Teil Sloweniens italienisches Staatsgebiet, so dass Postojna (italienisch Postumia) 1918 bis 1945 zu Italien gehörte.

In der Stadt wurde ein Massengrab aus der Zeit um den Zweiten Weltkrieg gefunden.

## Höhlen und Karstforschung

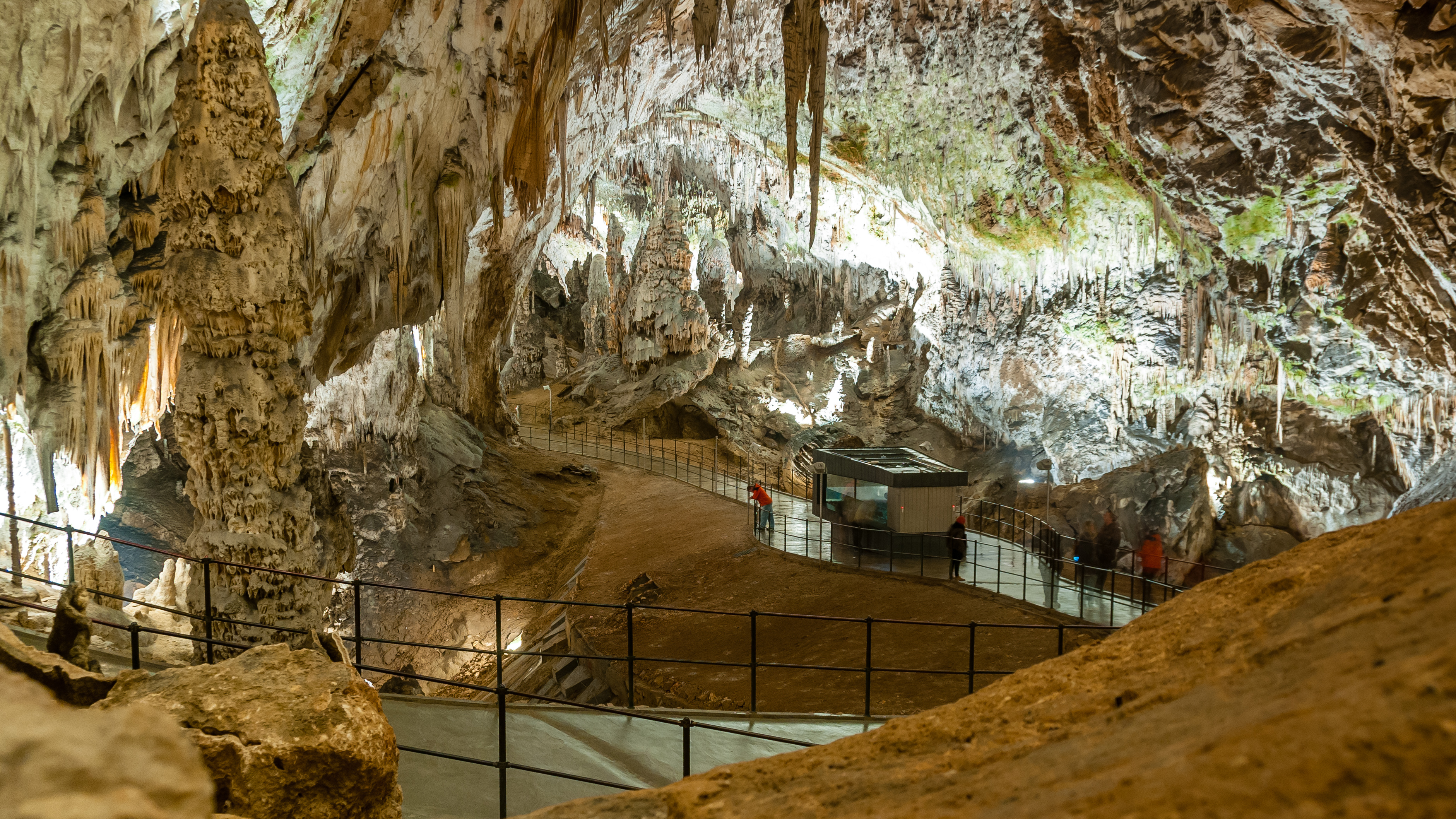
Die Tropfsteinhöhle Postojnska jama

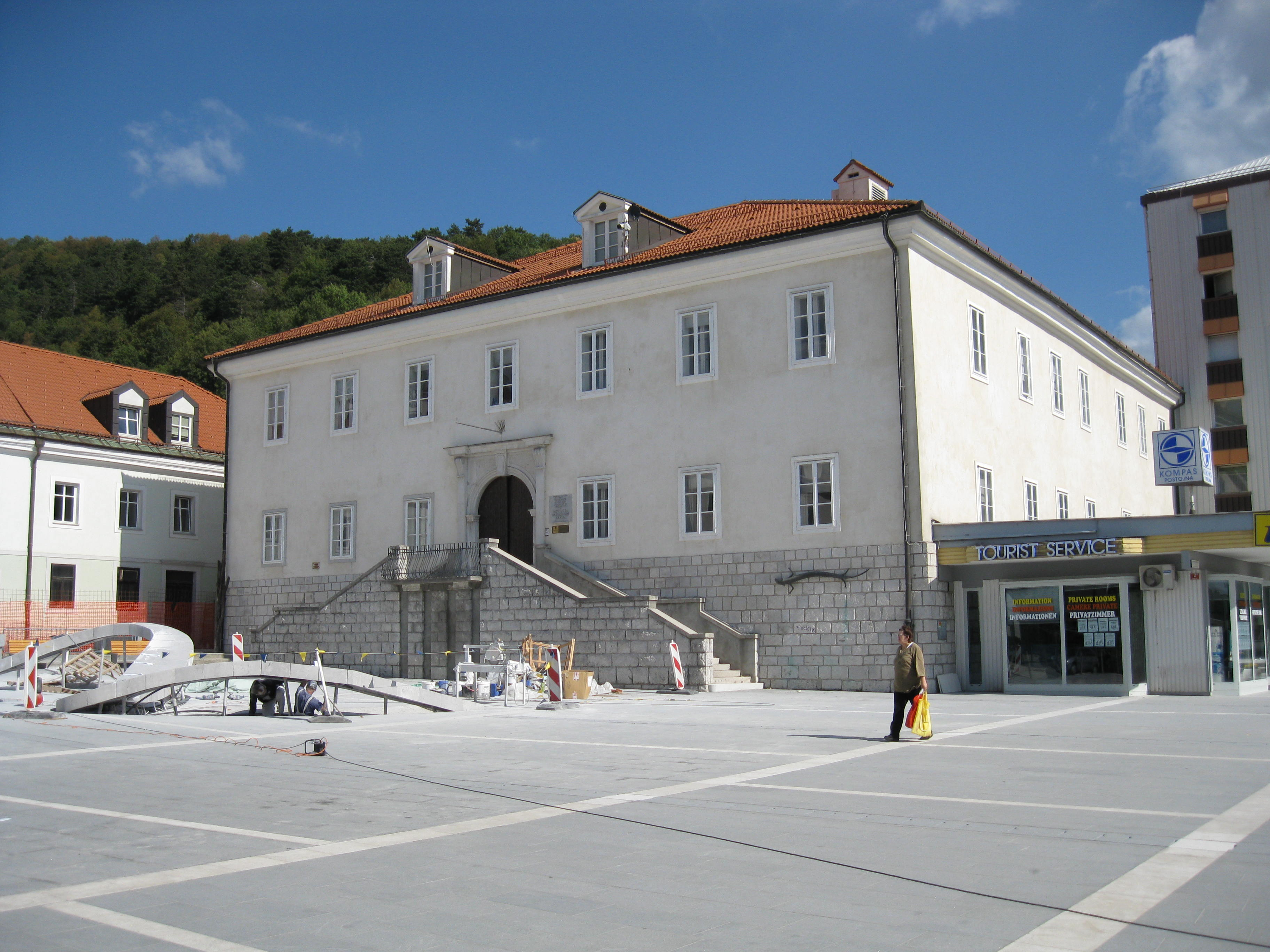
Das Institut für Karstforschung der Slowenischen Akademie der Wissenschaften und Künste, das seinen Sitz in Postojna hat

Bekannt ist Postojna vor allem wegen seiner 20 Kilometer langen Tropfsteinhöhle Postojnska jama und der Höhlenburg Predjamski grad (deutsch: Burg Lueg). Die berühmten Höhlen brachten viele prominente Gäste nach Postojna: Kaiser Franz Joseph I. besuchte sie zweimal, beim ersten Mal, 1857, mit 2500 ausgesuchten Schaulustigen. Die Staatsoberhäupter von Schweden, Griechenland, Brasilien und Japan waren ebenfalls zu Gast. Als Postumia italienisches Gebiet war, kam 1922 König Viktor Emanuel III. Marschall Tito besichtigte die Höhlen 1945 zweimal.
In engem Zusammenhang damit steht das Karstinstitut Postojna, eine Abteilung der Slowenischen Akademie der Wissenschaften. Untergebracht in einem historischen Gebäude am Marktplatz von Postojna ist es eines der wenigen Institute, und davon das bestausgestattete, die allein der Karstforschung gewidmet sind. Die Publikation Acta Carsologica hat Weltrang.
Auch das 1947 gegründete Notranjski muzej Postojna (Innerkrainer Museum) steht mit dem Karst in Verbindung. Es handelt sich um eine Sammlung von historischen, archäologischen und geologischen Funden, zudem beherbergt es eine interessante Sammlung von historischen Büchern und Unterlagen.

## Persönlichkeiten
- Vilko Ukmar (1905–1991), Komponist, Musikwissenschaftler und Hochschullehrer